# Lannea humilis
Lannea humilis är en sumakväxtart som först beskrevs av Daniel Oliver, och fick sitt nu gällande namn av Adolf Engler. Lannea humilis ingår i släktet Lannea och familjen sumakväxter. Inga underarter finns listade i Catalogue of Life.